# Antonios Chedraoui
Antonios Chedraoui, né en 1932 à Tripoli (Liban) et mort en 2017 à Mexico, était le métropolite de l'archidiocèse orthodoxe antiochien du Mexique, du Venezuela, d'Amérique centrale et des Caraïbes de 1996 à 2017.